# Verkiezingen voor het Europees Parlement 2004/Kandidatenlijst/Leefbaar Europa
Hieronder volgt de kandidatenlijst voor de Europese Parlementsverkiezingen 2004 van Leefbaar Europa

## De lijst
1. Jan Leechburch Auwers
2. Abraham de Kruijf
3. Alcides Martina
4. Ilham Sabih
5. Sofie van Velzen-Mrugala
6. Liesbeth Peters
7. Sjaak Oostveen